# Chiasmognathus aegyptiacus
Chiasmognathus aegyptiacus là một loài Hymenoptera trong họ Apidae. Loài này được Warncke mô tả khoa học năm 1983.